# 칼 라이너
칼 라이너(영어: Carl Reiner, 1922년 3월 20일 ~ 2020년 6월 29일)는 미국의 코메디언, 배우, 감독, 영화 각본가, 출판업자이다.
대표적으로 1977년 제3회 새턴상 최우수 판타지영화상, 2007년 제59회 미국 감독 조합상 DGA 영예상, 2009년 제61회 미국 작가 조합상 발렌타인 데이비스 상을 수상했다.
그의 아들은 헐리우드의 대표적인 영화 감독이자 제작자가 된 롭 라이너(Rob Reiner)이다.

## 작품 목록

### 연출
- 죽은자는 체크무늬를 입지 않는다 (1982)
- 두 남자와 한 여자 (1990)
- 보험 걸린 사나이 (1993)

### 출연
- 오션스 일레븐 (2001) - 사울 블룸 역
- 오션스 트웰브 (2004) - 사울 블룸 역
- 오션스 13 (2007) - 사울 블룸 역